# Bryobium
Bryobium – rodzaj roślin z rodziny storczykowatych (Orchidaceae). Obejmuje 27 gatunków występujących w Azji Południowo-Wschodniej w takich krajach i regionach jak: Asam, Archipelag Bismarcka, Borneo, Kambodża, Chiny, Wyspa Bożego Narodzenia, Himalaje, Jawa, Laos, Małe Wyspy Sundajskie, Malezja Zachodnia, Nowa Kaledonia, Gwinea, Filipiny, Queensland, Wyspy Salomona, Celebes, Sumatra, Tajlandia, Wietnam.

## Systematyka
Rodzaj sklasyfikowany do podplemienia Eriinae w plemieniu Podochileae, podrodzina epidendronowe (Epidendroideae), rodzina storczykowate (Orchidaceae), rząd szparagowce (Asparagales) w obrębie roślin jednoliściennych.
Wykaz gatunków
- Bryobium atrorubens (Schltr.) Schuit., Y.P.Ng & H.A.Pedersen
- Bryobium bicristatum (Blume) Schuit., Y.P.Ng & H.A.Pedersen
- Bryobium cordiferum (Schltr.) Schuit., Y.P.Ng & H.A.Pedersen
- Bryobium diaphanum (P.O'Byrne & J.J.Verm.) Schuit., Y.P.Ng & H.A.Pedersen
- Bryobium dischorense (Schltr.) M.A.Clem. & D.L.Jones
- Bryobium eriaeoides (F.M.Bailey) M.A.Clem. & D.L.Jones
- Bryobium hyacinthoides (Blume) Y.P.Ng & P.J.Cribb
- Bryobium irukandjianum (St.Cloud) M.A.Clem. & D.L.Jones
- Bryobium kawengicum (Schltr.) Schuit., Y.P.Ng & H.A.Pedersen
- Bryobium lancifolium (Hook.f.) Schuit., Y.P.Ng & H.A.Pedersen
- Bryobium lanuginosum (J.J.Wood) Schuit., Y.P.Ng & H.A.Pedersen
- Bryobium leavittii (Kraenzl.) Schuit., Y.P.Ng & H.A.Pedersen
- Bryobium montanum (Schltr.) Schuit., Y.P.Ng & H.A.Pedersen
- Bryobium moultonii (Ridl.) Schuit., Y.P.Ng & H.A.Pedersen
- Bryobium pudicum (Ridl.) Y.P.Ng & P.J.Cribb
- Bryobium puguahaanense (Ames) Schuit., Y.P.Ng & H.A.Pedersen
- Bryobium pullum (Schltr.) Schuit., Y.P.Ng & H.A.Pedersen
- Bryobium punctatum (J.J.Sm.) Schuit., Y.P.Ng & H.A.Pedersen
- Bryobium queenslandicum (T.E.Hunt) M.A.Clem. & D.L.Jones
- Bryobium rendovaense J.J.Wood
- Bryobium retusum (Blume) Y.P.Ng & P.J.Cribb
- Bryobium rhizophoreti (Schltr.) Schuit., Y.P.Ng & H.A.Pedersen
- Bryobium rubiferum (J.J.Sm.) Schuit., Y.P.Ng & H.A.Pedersen
- Bryobium senile (Ames) Schuit., Y.P.Ng & H.A.Pedersen
- Bryobium subclausum (Schltr.) Schuit., Y.P.Ng & H.A.Pedersen
- Bryobium tridens (Ames) Schuit., Y.P.Ng & H.A.Pedersen
- Bryobium ventricosum (Leav.) Schuit., Y.P.Ng & H.A.Pedersen